# Valeri Braguine
Valeri Nikolaïevitch Braguine - en russe : Валерий Николаевич Брагин et en anglais : Valeri Bragin - (né le 31 mai 1956 à Lesnoï en République socialiste fédérative soviétique de Russie) est un joueur puis entraîneur professionnel russe de hockey sur glace. Il évoluait au poste d'attaquant.

## Biographie

### Carrière en club
En 1974, il commence sa carrière avec le HK Spartak Moscou dans le championnat d'URSS. En 1981, il rejoint le Khimik Voskressensk. De 1989 à 1994, il porte les couleurs du Rødovre SIK dans le championnat du Danemark. L'équipe remporte le titre national en 1990. Il met un terme à sa carrière en 1994.

### Carrière internationale
Il représente l'URSS en sélections jeunes.

### Carrière d'entraîneur
Il est nommé entraîneur adjoint du Khimik Voskressensk en 1997.
Il mène la Russie au titre de championne du monde moins de 18 ans 2004 et au titre de championne du monde junior 2011. En plus du titre mondial en 2011, il est multi-médaillé mondial avec l'équipe junior.
Lors de la saison 2019-2020, il intègre le staff de l'équipe de Russie en tant qu'entraîneur adjoint. Le 5 juin 2020, il est nommé sélectionneur de l'équipe de Russie en remplacement d'Alekseï Koudachov. Parallèlement, il devient entraîneur principal du SKA Saint-Pétersbourg. Le 24 septembre 2021, il est remplacé par Oļegs Znaroks à la tête de la sélection nationale russe.

## Trophées et honneurs personnels

### Danemark
- 1989-1990 : nommé meilleur joueur.
- 1992-1993 : termine meilleur passeur.

## Statistiques

### En club
| Saison    | Équipe              | Ligue    |    | Saison régulière | Saison régulière | Saison régulière | Saison régulière | Saison régulière |   | Séries éliminatoires | Séries éliminatoires | Séries éliminatoires | Séries éliminatoires | Séries éliminatoires |
| Saison    | Équipe              | Ligue    | PJ | B                | A                | Pts              | Pun              | PJ               | B | A                    | Pts                  | Pun                  |                      |                      |
| 1974-1975 | HK Spartak Moscou   | URSS     | 8  | 0                | 0                | 0                | 0                | -                | - | -                    | -                    | -                    |                      |                      |
| 1975-1976 | HK Spartak Moscou   | URSS     | 24 | 5                | 2                | 7                | 6                | -                | - | -                    | -                    | -                    |                      |                      |
| 1976-1977 | HK Spartak Moscou   | URSS     | 36 | 7                | 12               | 19               | 10               | -                | - | -                    | -                    | -                    |                      |                      |
| 1977-1978 | HK Spartak Moscou   | URSS     | 35 | 8                | 8                | 16               | 18               | -                | - | -                    | -                    | -                    |                      |                      |
| 1978-1979 | HK Spartak Moscou   | URSS     | 32 | 15               | 10               | 25               | 22               | -                | - | -                    | -                    | -                    |                      |                      |
| 1979-1980 | HK Spartak Moscou   | URSS     | 44 | 12               | 8                | 20               | 26               | -                | - | -                    | -                    | -                    |                      |                      |
| 1980-1981 | HK Spartak Moscou   | URSS     | 36 | 1                | 5                | 6                | 18               | -                | - | -                    | -                    | -                    |                      |                      |
| 1981-1982 | Khimik Voskressensk | URSS     | 41 | 10               | 8                | 18               | 40               | 15               | 9 | 4                    | 13                   | 14                   |                      |                      |
| 1982-1983 | Khimik Voskressensk | URSS     | 56 | 20               | 10               | 30               | 35               | -                | - | -                    | -                    | -                    |                      |                      |
| 1983-1984 | Khimik Voskressensk | URSS     | 43 | 19               | 26               | 45               | 34               | -                | - | -                    | -                    | -                    |                      |                      |
| 1984-1985 | Khimik Voskressensk | URSS     | 48 | 14               | 22               | 36               | 44               | -                | - | -                    | -                    | -                    |                      |                      |
| 1985-1986 | Khimik Voskressensk | URSS     | 40 | 10               | 12               | 22               | 27               | -                | - | -                    | -                    | -                    |                      |                      |
| 1986-1987 | Khimik Voskressensk | URSS     | 38 | 10               | 26               | 36               | 31               | -                | - | -                    | -                    | -                    |                      |                      |
| 1987-1988 | Khimik Voskressensk | URSS     | 44 | 10               | 17               | 27               | 21               | -                | - | -                    | -                    | -                    |                      |                      |
| 1988-1989 | Khimik Voskressensk | URSS     | 44 | 6                | 17               | 23               | 14               | -                | - | -                    | -                    | -                    |                      |                      |
| 1989-1990 | Rødovre SIK         | Danemark | 32 | 31               | 32               | 63               | 24               | -                | - | -                    | -                    | -                    |                      |                      |
| 1990-1991 | Rødovre SIK         | Danemark | 28 | 30               | 28               | 58               |                  | -                | - | -                    | -                    | -                    |                      |                      |
| 1991-1992 | Rødovre SIK         | Danemark | 28 | 24               | 35               | 59               | 50               | -                | - | -                    | -                    | -                    |                      |                      |
| 1992-1993 | Rødovre SIK         | Danemark | 33 | 21               | 52               | 73               | 91               | -                | - | -                    | -                    | -                    |                      |                      |
| 1993-1994 | Rødovre SIK         | Danemark | 28 | 18               | 31               | 49               | 30               | -                | - | -                    | -                    | -                    |                      |                      |

### En équipe nationale
| Année | Compétition                 |   | PJ | B | A | Pts | Pun | +/-           |  | Résultat |
| 1975  | Championnat d'Europe junior | 5 | 1  | 3 | 4 | 8   |     | Médaille d'or |  |          |
| 1975  | Championnat du monde junior |   |    |   |   |     |     | Médaille d'or |  |          |
| 1976  | Championnat du monde junior | 4 | 4  | 2 | 6 |     |     | Médaille d'or |  |          |